# Talicada clitophon
Talicada clitophon är en fjärilsart som beskrevs av Smith 1895. Talicada clitophon ingår i släktet Talicada och familjen juvelvingar. Inga underarter finns listade i Catalogue of Life.